# Jonas Runbäck
Jonas Runbäck, född 3 september 1832 i Runstens socken, Kalmar län, död 11 november 1910 i Ytterjärna socken, Stockholms län, var en svensk amatörorgelbyggare och kantor från Ytterjärna. Han var även körsångare i Stockholm.
Han gjorde reparationer och ombyggnationer på orglar i Södermanland, Gästrikland och Gotland.

## Biografi
Runbäck föddes 3 september 1832 på Norra Bäck 1 i Runstens socken. Han var son till hemmansbrukaren Jöns Andersson (1798–1846) och Stina Danielsdotter. 1859 blev Runbäck organist och klockare i Ytterjärna församling.
Runbäck gifte sig 25 oktober 1856 i Klara församling, Stockholm med Brita Gertrud Bolander, född 1825 i Havdhem.

## Lista över orglar
| År   | Ursprunglig kyrka                  | Stift     | Bild | Manualer | Pedal | Stämmor | Bevarad orgel/fasad | Övrigt |
| ---- | ---------------------------------- | --------- | ---- | -------- | ----- | ------- | ------------------- | --- |
| 1869 | Havdhems kyrka                     | Visby     |      |          |       | 9       | Ja/Ja               | 1869 satte Runbäck upp ett äldre orgelverk. Orgeln var från början skänkt 1698 till S:t Olofs kapell, Stockholm. Orgeln byggdes om 1748 av Jonas Gren & Petter Stråhle, Stockholm och hade då 8 stämmor. Orgeln flyttades 1782 till Botkyrka kyrka och 1810 till Huddinge kyrka. 1912 flyttades orgeln till Gotlands Fornsal. |
| 1879 | Lutherska Missionshuset, Sandviken |           |      |          |       |         |                     | Ombyggnation och uppsättning av orgel från Sorunda kyrka. |
| 1880 | Ljushults kyrka                    | Göteborgs |      |          |       | 8       | Nej/Nej             | En ny orgel byggdes 1930 av Åkerman & Lund, Sundbybergs stad. |
| 1898 | Ytterjärna kyrka                   | Strängnäs |      |          |       |         |                     | Ombyggnation av orgeln. |